# Богумил, Татьяна Андреевна
Татьяна Андреевна Богумил (16 марта 1958, село Михайловка, Джамбульская область, Казахская ССР, СССР) — советская и российская шахматистка, международный гроссмейстер среди женщин, чемпионка мира среди ветеранов 2016 года.

## Биография и спортивные результаты
Родилась 16 марта 1958 года в селе Михайловка Джамбульской области Казахской ССР. Татьяна была пятым ребёнком в многодетной семье Андрея Павловича и Клавдии Николаевны Богумил. Отец, врач по профессии, кандидат в мастера по шахматам, научил всех своих шестерых детей играть в шахматы, был их первым тренером, устраивал семейные турниры. Один из братьев Татьяны, Павел, впоследствии стал международным мастером.
Играть в шахматы Татьяна начала в возрасте 5 лет. В 1965 году семья переехала в город Бекабад Ташкентской области. В возрасте 9 лет стала выступать в турнирах. В период с 1972 по 1975 годы выступала за сборную команду Узбекистана в чемпионатах СССР среди школьников. Была чемпионкой Узбекистана среди девушек.
В 1975 году Богумил окончила среднюю школу № 10 им. М. В. Ломоносова. В 1976 году поступила на шахматную специализацию Государственного института физкультуры (ГЦОЛИФК), на курс Бориса Злотника, который успешно закончила в 1980 году. В том же году стала работать детским тренером по шахматам во Дворце культуры подмосковного города Реутова. За время работы воспитала нескольких кандидатов в мастера по шахматам. Работая тренером, регулярно выступала в чемпионатах Москвы, Московской области, России. 

Татьяна Богумил в 1983 году

Участвовала в полуфинале чемпионата СССР 1981 года. Выиграла первенство Центрального совета общества «Зенит» в 1984 году (Ташкент).
В 1985 году Богумил стала чемпионкой Москвы по блицу среди женщин, выиграв дополнительный матч за первое место у гроссмейстера Натальи Коноплёвой. Стала четырёхкратной чемпионкой Октябрьского шахматного клуба (г. Москва).
Особых успехов Татьяна добилась в ветеранских соревнованиях. Она становилась бронзовым призёром чемпионата России 2014 года.
В 2013, 2014, 2015 годах Богумил была чемпионкой России по блицу среди женщин-ветеранов. В 2019 году завоевала бронзовую медаль в Чемпионате Московской области по блицу среди ветеранов - 07.12.2019, город Люберцы, будучи единственной женщиной среди 40 мужчин.
С 2009 года регулярно Богумил принимает участие в первенствах Европы и мира по шахматам среди ветеранов. В 2012 году стала бронзовым призёром чемпионата Европы среди женщин ветеранов по рапиду.
В 2014 году стала бронзовым призёром Чемпионата Европы по рапиду среди женщин (50+), Португалия.
Наивысшего успеха Богумил добилась в 2016 году, выиграв 26-й Чемпионат Мира среди женщин (50+), который проходил в Чехии (город Марианске Лазне) с 19 по 30 ноября. За этот успех Татьяне в соответствии с положением Международной шахматной федерации о чемпионате мира среди ветеранов присвоили звание гроссмейстера среди женщин.
В 2017 году на острове Крит (Греция) и в 2020 году в Праге (Чехия) входила в состав сборной России, ставшей победителем женского командного чемпионата мира среди ветеранов 50+. В 2019 году заняла второе место на женском личном чемпионате мира среди ветеранов 50+ в Бухаресте (Румыния).

## Семья
Татьяна Богумил живёт в Реутове Московской области. Замужем, супруг — Вениамин Богумил (род. 1947), научный работник, кандидат технических наук. Дочь Марина (род. 1988), внуки Мелисса и Лучезар. Татьяна ведёт активный образ жизни, принимает участие в многочисленных шахматных мероприятиях Москвы, Московской области. Увлекается бегом и плаванием, любит театр.